# Исраэл, Ринус
Мари́нюс Дави́д (Ри́нус) Исра́эл (Израэль, нидерл. Marinus "Rinus" David Israel; 19 марта 1942, Амстердам — 1 июля 2025) — нидерландский футболист и футбольный тренер. Выступал на позиции защитника.

## Карьера

### В сборной
В сборной Нидерландов Ринус Исраэл дебютировал 30 сентября 1964 года в товарищеском матче со сборной Бельгии, завершившимся со счётом 0:1. В составе сборной Исраэл принял участие в чемпионате мира 1974 года, на котором сыграл в трёх матчах и завоевал серебряные медали. Своё последнее выступление за сборную Исраэл провёл на чемпионате мира 1974 года со сборной Бразилии 3 июля 1974 года, тот матч завершился победой голландцев со счётом 2:0. Всего же за сборную Нидерландов Исраэл провёл 47 матчей, в которых забил 3 гола.
| №  | Дата             | Соперник          | Счёт | Голы | Турнир                    |
| 1  | 30 сентября 1964 | Бельгия           | 0:1  | -    | Товарищеский матч         |
| 2  | 25 октября 1964  | Албания           | 2:0  | -    | Отборочный матч к ЧМ 1966 |
| 3  | 9 декабря 1964   | Англия            | 1:1  | -    | Товарищеский матч         |
| 4  | 26 января 1965   | Израиль           | 1:0  | -    | Товарищеский матч         |
| 5  | 17 марта 1965    | Северная Ирландия | 1:2  | -    | Отборочный матч к ЧМ 1966 |
| 6  | 7 апреля 1965    | Северная Ирландия | 0:0  | -    | Отборочный матч к ЧМ 1966 |
| 7  | 17 октября 1965  | Швейцария         | 0:0  | -    | Отборочный матч к ЧМ 1966 |
| 8  | 14 ноября 1965   | Швейцария         | 1:2  | -    | Отборочный матч к ЧМ 1966 |
| 9  | 23 марта 1966    | ФРГ               | 2:4  | -    | Товарищеский матч         |
| 10 | 7 сентября 1966  | Венгрия           | 2:2  | -    | Отборочный матч к ЧЕ 1968 |
| 11 | 18 сентября 1966 | Австрия           | 1:2  | -    | Товарищеский матч         |
| 12 | 6 ноября 1966    | Чехословакия      | 1:2  | -    | Товарищеский матч         |
| 13 | 30 ноября 1966   | Дания             | 2:0  | -    | Отборочный матч к ЧЕ 1968 |
| 14 | 16 апреля 1967   | Бельгия           | 0:1  | -    | Товарищеский матч         |
| 15 | 10 мая 1967      | Венгрия           | 1:2  | -    | Отборочный матч к ЧЕ 1968 |
| 16 | 13 сентября 1967 | ГДР               | 1:0  | -    | Отборочный матч к ЧЕ 1968 |
| 17 | 4 октября 1967   | Дания             | 2:3  | 1    | Отборочный матч к ЧЕ 1968 |
| 18 | 1 ноября 1967    | Югославия         | 1:2  | -    | Товарищеский матч         |
| 19 | 29 ноября 1967   | СССР              | 3:1  | -    | Товарищеский матч         |
| 20 | 7 апреля 1968    | Бельгия           | 1:2  | -    | Товарищеский матч         |
| 21 | 1 мая 1968       | Польша            | 0:0  | -    | Товарищеский матч         |
| 22 | 30 мая 1968      | Шотландия         | 0:0  | -    | Товарищеский матч         |
| 23 | 5 июня 1968      | Румыния           | 0:0  | -    | Товарищеский матч         |
| 24 | 4 сентября 1968  | Люксембург        | 2:0  | -    | Отборочный матч к ЧМ 1970 |
| 25 | 27 октября 1968  | Болгария          | 0:2  | -    | Отборочный матч к ЧМ 1970 |
| 26 | 26 марта 1969    | Люксембург        | 4:0  | -    | Отборочный матч к ЧМ 1970 |
| 27 | 16 апреля 1969   | Чехословакия      | 2:0  | -    | Товарищеский матч         |
| 28 | 7 мая 1969       | Польша            | 1:0  | -    | Отборочный матч к ЧМ 1970 |
| 29 | 7 сентября 1969  | Польша            | 1:2  | -    | Отборочный матч к ЧМ 1970 |
| 30 | 22 октября 1969  | Болгария          | 1:1  | -    | Отборочный матч к ЧМ 1970 |
| 31 | 5 ноября 1969    | Англия            | 0:1  | -    | Товарищеский матч         |
| 32 | 14 января 1970   | Англия            | 0:0  | -    | Товарищеский матч         |
| 33 | 28 января 1970   | Израиль           | 1:0  | -    | Товарищеский матч         |
| 34 | 11 октября 1970  | Югославия         | 1:1  | 1    | Отборочный матч к ЧЕ 1972 |
| 35 | 11 ноября 1970   | ГДР               | 0:1  | -    | Отборочный матч к ЧЕ 1972 |
| 36 | 2 декабря 1970   | Румыния           | 2:0  | -    | Товарищеский матч         |
| 37 | 24 февраля 1971  | Люксембург        | 6:0  | -    | Отборочный матч к ЧЕ 1972 |
| 38 | 10 октября 1971  | ГДР               | 3:2  | -    | Отборочный матч к ЧЕ 1972 |
| 39 | 17 ноября 1971   | Люксембург        | 8:0  | 1    | Отборочный матч к ЧЕ 1972 |
| 40 | 1 декабря 1971   | Шотландия         | 2:1  | -    | Товарищеский матч         |
| 41 | 16 февраля 1972  | Греция            | 5:0  | -    | Товарищеский матч         |
| 42 | 3 мая 1972       | Перу              | 3:0  | -    | Товарищеский матч         |
| 43 | 2 мая 1973       | Испания           | 3:2  | -    | Товарищеский матч         |
| 44 | 26 мая 1974      | Аргентина         | 4:1  | -    | Товарищеский матч         |
| 45 | 23 июня 1974     | Болгария          | 4:1  | -    | Чемпионат мира 1974       |
| 46 | 26 июня 1974     | Аргентина         | 4:0  | -    | Чемпионат мира 1974       |
| 47 | 3 июля 1974      | Бразилия          | 2:0  | -    | Чемпионат мира 1974       |

Итого: 47 матчей / 3 гола; 22 победы, 10 ничьих, 15 поражений.

## Личная жизнь
Отец — Андрис Исраэл, был родом Мидделбурга, мать — Ребекка Ренс, родилась в Амстердаме. Родители поженились в 1938 году, на момент женитьбы отец был каменщиком. В их семье было ещё две дочери: старшая Кристина Адриана и младшая Мария Маргарета, которая вышла замуж за футболиста Йопа Бюргерса.
Женился в возрасте двадцати трёх лет — его супругой стала Маргарета Элизабет (Гретье) Лойен. Их брак был зарегистрирован 26 марта 1965 года в Амстердаме. В браке с женой они прожили 60 лет, а их дочь родила им двоих внуков. Его внучка, Рашел де Хазе, стала гандболисткой — играла за сборную Нидерландов и трижды признавалась лучшей гандболисткой чемпионата Нидерландов. Внук, Дэйви де Хазе, тоже стал футболистом, но играл только на любительском уровне.
Умер 1 июля 2025 года в возрасте 83 лет.

## Достижения

### Командные
ДВС
- Чемпион Нидерландов: 1963/64
- Серебряный призёр чемпионата Нидерландов: 1964/65
- Победитель Первого дивизиона Нидерландов: 1962/63

«Фейеноорд»
- Чемпион Нидерландов (3): 1968/69, 1971, 1973/74
- Серебряный призёр чемпионата Нидерландов (5): 1966/67, 1967/68, 1969/70, 1971/72, 1972/73
- Обладатель Кубка Нидерландов: 1968/69
- Обладатель Кубка европейских чемпионов: 1969/70
- Обладатель Кубка УЕФА: 1973/74
- Обладатель Межконтинентального кубка: 1970

ПЕК Зволле
- Победитель Первого дивизиона Нидерландов: 1977/78
- Финалист Кубка Нидерландов: 1976/77

Сборная Нидерландов
- Серебряный призёр чемпионата мира: 1974

### Тренерские
«Фейеноорд»
- Серебряный призёр чемпионата Нидерландов: 1986/87

«Динамо» (Бухарест)
- Чемпион Румынии: 1991/92

«Аль-Вахда» (Абу-Даби)
- Чемпион ОАЭ: 2000/01

АДО Ден Хааг
- Победитель Первого дивизиона Нидерландов: 2002/03

### Личные
- Номинант на «Золотой мяч»: 1970